# Macintosh

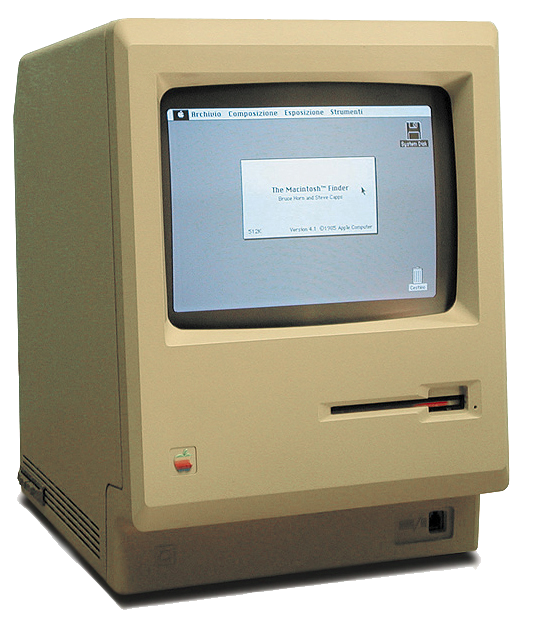
Primul Macintosh

Macintosh (pronunțat /ˈmækɪntɒʃ/), prescurtat Mac, este în domeniul calculatoarelor denumirea unor serii întregi de computere cu tehnologie de cel mai înalt nivel, fabricate de către firma americană Apple începând din 1984. Au fost primele computere comerciale din lume cu maus și interfață grafică (Graphic User Interface sau GUI).
Pentru computerele Macintosh compania a utilizat până în anul 1994 procesoare de tipul Motorola 68k, iar până în 2006 procesoare de tipul PowerPC de la consorțiul AIM (Apple, IBM, Motorola). Din 2006 încoace, Apple se folosește de procesoarele de tip Intel x86, utilizate de asemenea și la computerele personale. Totuși, ca sistem de operare, Apple folosește propriul sistem, Mac OS X, foarte diferit de Microsoft Windows. Mac-urile dotate cu Mac OS X, chiar dacă sunt calculatoare pentru uz personal, nu sunt compatibile cu modelul inițial „IBM PC” și, deci, nu pot fi considerate PC-uri în sensul strict. Pe Mac-urile cu procesor Intel se poate folosi și sisteme precum Linux sau și Microsoft Windows. Privit invers, Apple nu a prevăzut ca sistemul Mac OS X să fie utilizat și pe calculatoare străine, cum ar fi PC-urile. Totuși anumiți hackeri au adaptat Mac OS X pentru a fi folosit pe PC-uri, acest sistem de operare fiind cunoscut sub numele de Hackintosh. Folosirea Hackinstoh-ului rămâne ilegală, deoarece nu este permisă folosirea Mac OS pe alte calculatoare decât Macintoshurile. Pentru vânzarea de PC-uri cu Mac OS preinstalat, Apple a dat Psystar în judecată, Apple câștigând acest proces. Psystar a răspuns vânzând un tricou care ridiculizează victoria companiei Apple în acest proces.
Cele mai noi Mac-uri, de tip numit iMac (AFI:['aimæk]), au un tip constructiv desktop special, numit All-in-One (engleză pentru „Totul într-unul”, totul într-o carcasă), la care computerul propriu-zis este atât de miniaturizat încât a putut fi integrat în spatele ecranului plat, fără să mai constituie o unitate (piesă) separată. Modularitatea iMac-urilor și PC-urilor de acest tip este însă limitată.
Seria iMac cuprinde actualmente (2009) următoarele modele:
- iMac cu procesor de tip Intel Core 2 Duo (cu 2 nuclee sau miezuri în tehnologia „Core 2”), cu mai multe subvariante
- iMac cu procesor de tip Intel Core i5 (cu 4 nuclee în tehnologia „Core i5”)
- iMac cu procesor de tip Intel Core i7 (cu 4 nuclee în tehnologia „Core i7”)

Pe lângă iMac-uri, compania mai oferă și alte linii/serii de calculatoare Macintosh, cum ar fi Mac mini, Mac Pro, MacBook sau Xserve.

## Modele
|                    | Compact                                                                                                  | Pentru uz personal                                                                                  | Pentru profesioniști                                                                                                |     |
| Desktop            | Mac mini Pentru începători; se vinde fără tastatură, mouse sau monitor; folosește procesor M2 sau M2 Pro | iMac „All-in-One”; monitoare de 21,5" și 27"; folosește procesor M3                                 | Mac Pro Workstation desktop; poate fi configurat conform necesităților utilizatorului; folosește procesor M2 Ultra. |     |
| Portabil (MacBook) | MacBook Air 13" sau 15" folosește procesor M3                                                            | MacBook Laptop cu ecran de 12" cu carcasă din aluminiu; folosește procesor Intel Core M1,M3 (vechi) | MacBook Pro modele cu ecran de 14" sau 16". Vine cu procesor M3, M3 Pro sau M3 Max                                  | n/a |